# Lepidodactylus paurolepis
Lepidodactylus paurolepis là một loài thằn lằn trong họ Gekkonidae. Loài này được Ota, Fisher & Ineich miêu tả khoa học đầu tiên năm 1995.